# Madog ap Maredudd
Madog ap Maredudd (... – 1160) è stato l'ultimo principe del Powys unificato (nel Galles orientale) dal 1132 al 1160 (anno della morte).

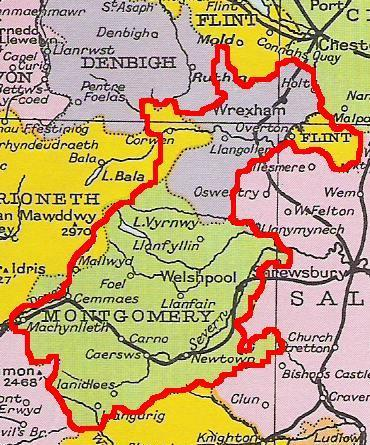
Mappa del Powys 1160

Figlio di Maredudd ap Bleddyn e nipote di Bleddyn ap Cynfyn, successe al padre sul trono nel 1132. 

Prese parte alla battaglia di Lincoln, nel 1141, in supporto all'Earl di Chester, con il fratello di Owain Gwynedd, Cadwaladr ap Gruffydd, ed un poderoso esercito gallese. Nel 1149 Madog strappò Oswestry a William Fitz Alan. 

A quel tempo Owain Gwynedd, re del Gwynedd, cominciò a premere ai confini del Powys, nonostante il fatto che Madog fosse sposato con sua sorella Susanna. Madog si alleò con Ranulf, Earl di Chester, ma Owain vinse a Coleshill nel 1150 e si impossessò delle terre di Madog a Iâl (Yale in inglese]. Nel 1157 Enrico II d'Inghilterra invase il Gwynedd con il sostegno di Madog, che poté così riprendersi molte delle sue terre, anche se fu costretto a restituire Oswestry a William Fitz Alan. 
 
Madog morì nel 1160 e fu sepolto nella chiesa di San Tysilio a Meifod. Il figlio più anziano di Madog, Llywelyn, fu ucciso subito dopo la morte del padre e il Powys fu diviso tra figli e nipoti. Owain Gwynedd annette la parte settentrionale del Powys. Dopo essere stato riunito, il Powys fu definitivamente separato in due parti: Powys Fadog e Powys Wenwynwyn.